# Janusz Morgenstern

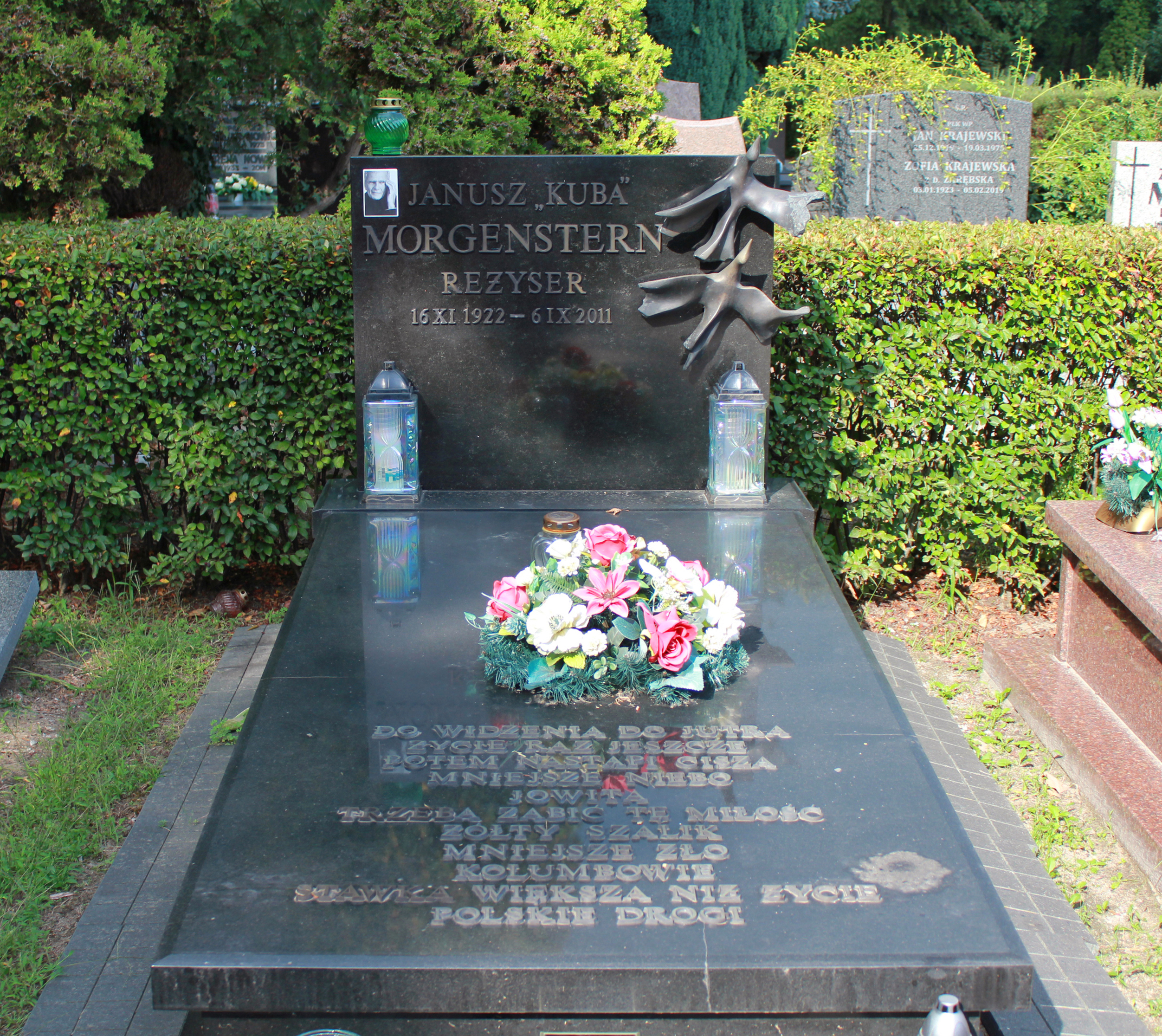
La tomba de Morgenstern al cementiri a Varsòvia amb la seva imatge i una llista de les seves pel·lícules més famoses

Janusz "Kuba" Morgenstern (Mikulińce, vora Ternòpil, actualment Ucraïna, 16 de novembre de 1922 – Varsòvia, 6 de setembre de 2011) va ser un director i productor de cinema polonès.
Va néixer en el si d'una família de jueus polonesos. El 1954 es va graduar a l'Escola Nacional de Cinema de Łódź. Va començar la seva carrera com a assistent d'Andrzej Wajda a Kanał el 1957. Va actuar com a segon director a Lotna, Pokolenie i Popiół i diament del propi Wajda (1958).
Durant els anys 1960 va treballar a la televisió polonesa, on esdevingué popular gràcies a l'èxit dels seus fulletons Stawka większa niż życie (codirigit amb Andrzej Konic, sèrie de 18 episodis que narra les aventures de Hans Kloss, oficial d'intel·ligència polonès amb uniforme de l'Abwehr durant la Segona Guerra Mundial), Kolumbowie i Polskie drogi. També va adaptar per televisió peces de teatre com Arsenic and Old Lace de Joseph Kesselring.
A partir de 1990 es va dedicar essencialment a la producció.

## Filmografia
- 1954: Rzodkiewki
- 1960: Przygoda w terenie
- 1960: Do widzenia, do jutra
- 1961: Ambulans (curtmetratge)
- 1962: Jutro premiera
- 1963: Dwa żebra Adama
- 1964: Życie raz jeszcze
- 1965: Potem nastąpi cisza
- 1967-1968: Stawka większa niż życie (sèrie de televisió)
- 1967: Jowita
- 1970: Kolumbowie (sèrie de televisió)
- 1972: Dama pikowa
- 1972: Trzeba zabić tę miłość
- 1974: S.O.S. (sèrie de televisió)
- 1976: Polskie drogi (sèrie de televisió)
- 1979: Godzina "W"
- 1980: Mniejsze niebo
- 1986: Legend of the White Horse
- 2000: Żółty szalik
- 2009: Mniejsze zło